# Zjabagly
Zjabagly (ryska: Жабаглы) är en ort i Kazakstan.   Den ligger i distriktet Tülkibas Aūdany och oblystet Sydkazakstan, i den södra delen av landet, 1 000 km söder om huvudstaden Astana. Zjabagly ligger 1 122 meter över havet och antalet invånare är 2 000.
Terrängen runt Zjabagly är varierad. Runt Zjabagly är det ganska glesbefolkat, med 28 invånare per kvadratkilometer. Närmaste större samhälle är Turar Ryskulov, 15,9 km nordväst om Zjabagly. Trakten runt Zjabagly består i huvudsak av gräsmarker.